# Slowakische Badmintonmeisterschaft 2019
Die Slowakische Badmintonmeisterschaft 2019 war die 27. Auflage der Titelkämpfe im Badminton in der Slowakei. Sie fand vom 6. bis zum 8. Dezember 2019 in der Hala M-Šport in Trenčín statt.

## Medaillengewinner
| Disziplin    | Gold                           | Silber                             | Bronze                              |
| ------------ | ------------------------------ | ---------------------------------- | ----------------------------------- |
| Herreneinzel | Milan Dratva                   | Jarolím Vícen                      | Andrej Antoška                      |
| Herreneinzel | Milan Dratva                   | Jarolím Vícen                      | Jakub Horák                         |
| Dameneinzel  | Katarína Vargová               | Martina Repiská                    | Nikoleta Bálintová                  |
| Dameneinzel  | Katarína Vargová               | Martina Repiská                    | Tamara Prostináková                 |
| Herrendoppel | Andrej Antoška Jakub Horák     | Miroslav Haring Juraj Vachálek     | Tomáš Dratva Viliam Turcsányi       |
| Herrendoppel | Andrej Antoška Jakub Horák     | Miroslav Haring Juraj Vachálek     | Bohumil Kašela Marián Lipták        |
| Damendoppel  | Mia Tarcalová Katarína Vargová | Alžbeta Peruňská Lucia Vojteková   | Nikoleta Bálintová Ema Pelachová    |
| Damendoppel  | Mia Tarcalová Katarína Vargová | Alžbeta Peruňská Lucia Vojteková   | Jana Nejedlová Vanda Popluhárová    |
| Mixed        | Milan Dratva Alžbeta Peruňská  | Juraj Vachálek Tamara Prostináková | Miroslav Haring Lucia Vojteková     |
| Mixed        | Milan Dratva Alžbeta Peruňská  | Juraj Vachálek Tamara Prostináková | Bohumil Kašela Katarína Šariščanová |